# Veafjord
Der Veafjord (norwegisch Veafjorden; historisch auch Vedåfjorden) in der norwegischen Provinz (Fylke) Vestland nordöstlich von Bergen ist einer von drei Fjorden, die die Insel Osterøy ringförmig umgeben und sie von der Bergenhalbinsel (norwegisch Bergenshalvøyen) trennen. Die beiden anderen sind der Osterfjord im Nordwesten und Norden und der Sørfjord im Süden und Südosten.
Der Fjord ist nach dem alten Bauerngehöft „Veo“ benannt (60° 37′ 35″ N, 5° 42′ 57″ O), das etwa 9 km nördlich von Stanghelle am Westufer des Fjords auf Osteroy am Fuß des 699 m hohen Bukksteinfjells liegt und nur per Boot oder nach 4 km Fußmarsch von der nächsten Straße erreicht werden kann.
Der etwa 15 km lange und bis zu 1 km breite Fjord befindet sich in der Kommune Vaksdal. Er geht im Süden bei Stanghelle in den breiteren Sørfjord über und ist im Norden bei Stamnes durch den dort nur etwa 150 m breiten Kallestadsund mit dem Indre Osterfjord verbunden. An dieser Engstelle wurde im Jahre 1985 die erste Brücke vom Festland zur Insel Osterøy dem Verkehr übergeben, die etwa 200 m lange „Kallestadsundet Bru“ (60° 40′ 28″ N, 5° 44′ 8″ O), mit einer lichten Höhe von 30 m. Rund 2 km weiter nördlich beim Kallandsklubben geht der Veafjord in den Inneren Osterfjord („Indre Osterfjord“) über.
Da keines der beiden Ufer durch eine Straße erschlossen ist, ist die Gegend entlang des Veafjords relativ unberührt. Dort wurden 2006/07 Landschaften für den Film Der Goldene Kompass gedreht.
Der größte Zufluss des Fjords ist der bei Stamnes von Osten kommende, 4,5 km lange Vikafjord mit seiner Verlängerung, dem 12 km langen Bolstadfjord.